# Giovanni Gnifetti
Pas d'image ? Cliquez ici
Giovanni Gnifetti est un prêtre et alpiniste italien né le 3 avril 1801 à Alagna Valsesia et mort le 4 décembre 1867 à Saint-Étienne.
Il a notamment donné son nom à la pointe Gnifetti, dont il réalise la première ascension le 9 août 1842 en compagnie de sept autres alpinistes, et à la cabane Giovanni Gnifetti.